# Major League Baseball (jeu vidéo, 1980)
Major League Baseball (Le Baseball de la Ligue majeure pour la version canadienne francophone) est un jeu vidéo de baseball développé par APh Technological Consulting, édité par Mattel Electronics, sorti en 1980 sur la console Intellivision, sous licence de la ligue majeure de baseball nord-américaine (MLB),, puis porté sur Atari 2600 en 1982 par M Network sous le titre Super Challenge Baseball, (Le Baseball de niveau expert pour la version canadienne francophone). Il a également été distribué sous le nom Baseball, notamment dans sa version Sears, et Big League Baseball par INTV après la fermeture de Mattel Electronics.

## Développement
Baseball est le plus ancien des jeux de l'Intellivision, puisque David Rolfe a commencé à l'écrire dès 1978, à des fins de test du système d'exploitation de la console. Mais sa version commerciale définitive ne sort qu'en septembre 1980.
La cartouche est la seule du catalogue Mattel Electronics à utiliser directement la puce sonore de l'Intellivision pour de la synthèse vocale (l'arbitre criant « Yer out! »). Le service marketing de Mattel a interdit l'utilisation ultérieure de cette fonction pour ne pas affecter les ventes du module dédié Intellivoice.
Les illustrations du packaging sont de Jerrol Richardson.

## Accueil
Howard J. Blumenthal lui donne la note parfaite de 5/5 dans The Complete Guide to Electronic Games, précisant qu'« il n'existe aucune autre adaptation électronique qui surpasse l'authenticité de Major League Baseball de Mattel ».
En mars 1983, Major League Baseball est sélectionné par le magazine Electronic Games pour son Videogame Hall of Fame. Le jeu y est décrit comme « tout simplement, le meilleur de son genre », qui a su « capter avec succès l'essence du passe-temps national ».
Le titre est un des plus vendus de la console de Mattel, avec 1 085 700 unités écoulées au 4 juin 1983,.

## Héritage
En 1983, Mattel annonce la sortie d'une version améliorée du jeu : All-Star Major League Baseball. Mais celle-ci ne voit finalement le jour qu'en 1986, grâce à INTV Corp.
Baseball est présent, émulé, dans la compilation Intellivision Lives! (en) sortie sur diverses plateformes, ainsi que dans A Collection of Classic Games from the Intellivision sur PlayStation.
Baseball est intégré comme jeu bonus dans une version spéciale de la console Intellivision Flashback exclusivement distribuée par Dollar General, sortie en 2014.
Le 9 juin 2010, Baseball est ajouté au service Game Room (en) de Microsoft, accessible sur Xbox 360 et PC.